# جون جي. كينغ
جون جي. كينغ (بالإنجليزية: John G. King)‏ هو سياسي أمريكي، ولد في 30 نوفمبر 1942. حزبياً، نشط في الحزب الديمقراطي. وقد انتخب عضو مجلس نواب ماساتشوستس.